# Maliattha tegulata
Maliattha tegulata là một loài bướm đêm trong họ Noctuidae.